# Kurt Nilsen

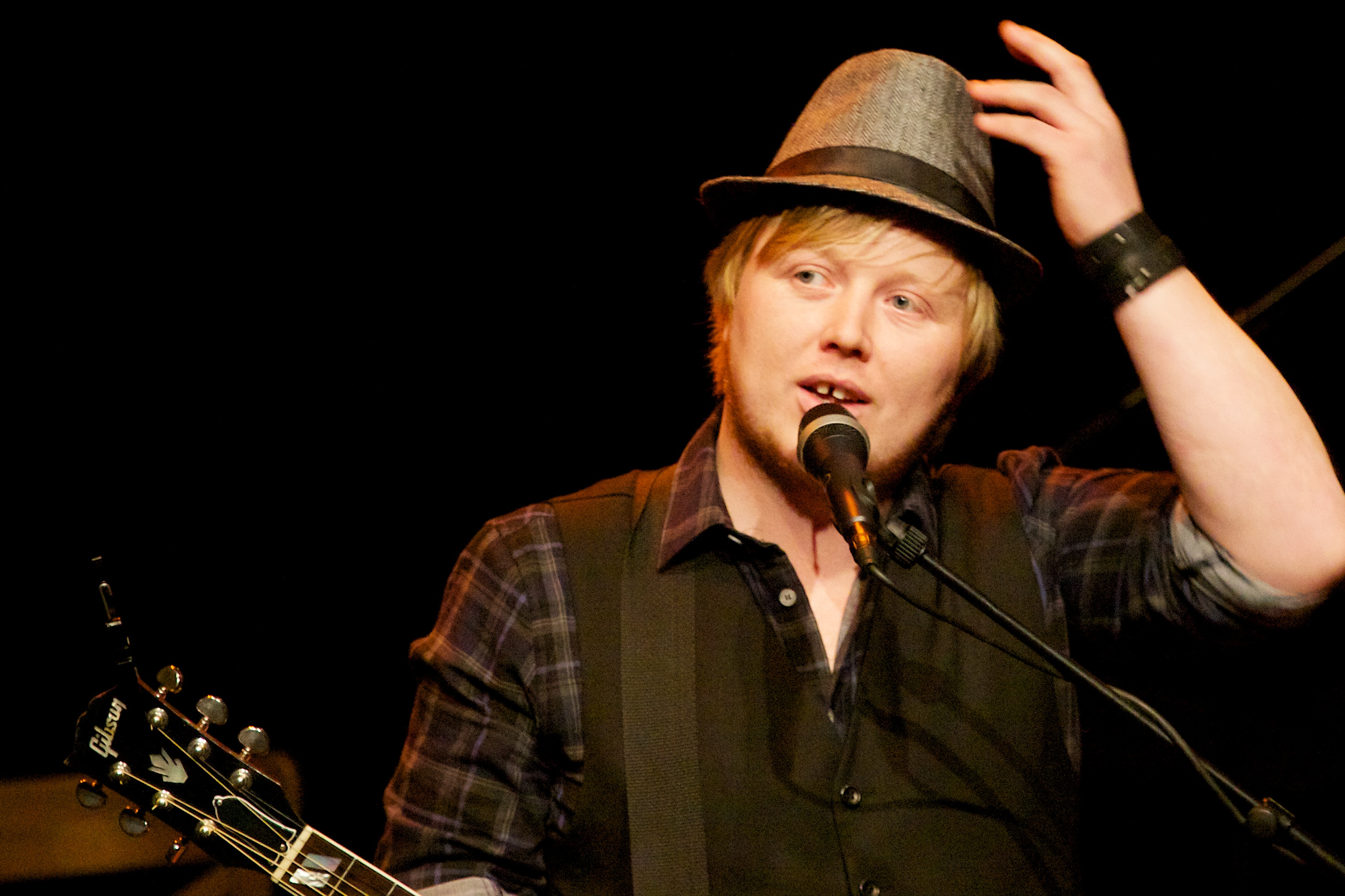
Kurt Nilsen (2010)

Kurt Erik Nilsen (* 29. September 1978 in Bergen) ist ein norwegischer Musiker. 

## Karriere
Seit 1997 spielte Nilsen in der Musikgruppe Fenrik Lane. Als Beruf hatte er Klempner gelernt und übte diesen Beruf bis zu seinem Erfolg auch noch aus. Bekannt wurde er durch seine Teilnahme an der Fernsehcastingshow Idol, der norwegischen Version von Pop Idol (in Deutschland Deutschland sucht den Superstar) im Jahr 2003. Nilsen gewann den Wettbewerb und später auch den internationalen Vergleich World Idol aller elf nationalen Sieger der auf dem gleichen Format beruhenden Fernsehshows. Seine Stimme wurde mit der von Bono verglichen.
Sein Debütalbum war daraufhin weltweit erfolgreich, alle weiteren Alben konnten nur noch in seinem Heimatland die Charts erreichen. Erfolgreich ist er dort allerdings geblieben, so hat er alle seine zehn bis 2017 veröffentlichten Alben in den Top 10 platzieren können.

## Familie
Im Januar 2005 trennte sich Kurt Nilsen von seiner Verlobten Kristine Jacobsen, mit der er zuvor elf Jahre ein Paar war und mit der er zwei Kinder hat: Marte (* 1996) und Erik (* 2000). 
Seit Juli 2006 war er mit Kristin Halvorsen verheiratet, mit der er einen Sohn, Lukas (* 2006), hat. Im Juni 2013 gaben sie ihre Trennung bekannt.
Seit September 2013 ist er mit Oda Rivrud liiert.

## Diskografie

### Studioalben
| Jahr | Titel                                  | Höchstplatzierung, Gesamtwochen, AuszeichnungChartplatzierungen (Jahr, Titel, Platzierungen, Wochen, Auszeichnungen, Anmerkungen) | Höchstplatzierung, Gesamtwochen, AuszeichnungChartplatzierungen (Jahr, Titel, Platzierungen, Wochen, Auszeichnungen, Anmerkungen) | Höchstplatzierung, Gesamtwochen, AuszeichnungChartplatzierungen (Jahr, Titel, Platzierungen, Wochen, Auszeichnungen, Anmerkungen) | Höchstplatzierung, Gesamtwochen, AuszeichnungChartplatzierungen (Jahr, Titel, Platzierungen, Wochen, Auszeichnungen, Anmerkungen) | Anmerkungen |
| Jahr | Titel                                  | DE | AT | CH | NO | Anmerkungen |
| ---- | -------------------------------------- | --- | --- | --- | --- | --- |
| 1998 | Shoe                                   | — | — | — | — | mit Fenrik Lane als Breed |
| 2002 | Come Down Here                         | — | — | — | — | mit Fenrik Lane |
| 2003 | I                                      | DE19 (13 Wo.)DE | AT58 (2 Wo.)AT | CH69 (4 Wo.)CH | NO1 Platin · (25 Wo.)NO | |
| 2003 | A Part of Me                           | — | — | — | NO2 Platin · (28 Wo.)NO | |
| 2007 | Push Push                              | — | — | — | NO2 (16 Wo.)NO | |
| 2008 | Rise to the Occasion                   | — | — | — | NO1 ×3Dreifachplatin · (26 Wo.)NO                                                                                                 | |
| 2010 | Have Yourself a Merry Little Christmas | — | — | — | NO1 ×9Neunfachplatin · (113 Wo.)NO                                                                                                | mit dem Kringkastingsorkestret ab 2010 regelmäßiger Wiedereinstieg zu Weihnachten, bis auf 2011 und 2012 mit Nummer-1-Platzierung, insgesamt 29 Wochen auf Platz 1 (Chartrekordhalter) |
| 2013 | Inni en god periode                    | — | — | — | NO1 (18 Wo.)NO | |
| 2017 | Amazing                                | — | — | — | NO4 (3 Wo.)NO | |

### Livealben
| Jahr | Titel                        | Höchstplatzierung, Gesamtwochen, AuszeichnungChartsChartplatzierungen (Jahr, Titel, Platzierungen, Wochen, Auszeichnungen, Anmerkungen) | Anmerkungen                                    |
| Jahr | Titel                        | NO | Anmerkungen                                    |
| ---- | ---------------------------- | --- | ---------------------------------------------- |
| 2006 | Hallelujah – Live            | NO1 ×6Sechsfachplatin · (37 Wo.)NO | mit Espen Lind, Askil Holm & Alejandro Fuentes |
| 2009 | Hallelujah – Live (Volume 2) | NO1 ×2Doppelplatin · (15 Wo.)NO | mit Espen Lind, Askil Holm & Alejandro Fuentes |
| 2013 | Kurt Nilsen Live             | NO3 (10 Wo.)NO |                                                |

### Singles als Leadmusiker
| Jahr | Titel Album                                                                  | Höchstplatzierung, Gesamtwochen, AuszeichnungChartplatzierungen (Jahr, Titel, Album, Platzierungen, Wochen, Auszeichnungen, Anmerkungen) | Höchstplatzierung, Gesamtwochen, AuszeichnungChartplatzierungen (Jahr, Titel, Album, Platzierungen, Wochen, Auszeichnungen, Anmerkungen) | Höchstplatzierung, Gesamtwochen, AuszeichnungChartplatzierungen (Jahr, Titel, Album, Platzierungen, Wochen, Auszeichnungen, Anmerkungen) | Höchstplatzierung, Gesamtwochen, AuszeichnungChartplatzierungen (Jahr, Titel, Album, Platzierungen, Wochen, Auszeichnungen, Anmerkungen) | Höchstplatzierung, Gesamtwochen, AuszeichnungChartplatzierungen (Jahr, Titel, Album, Platzierungen, Wochen, Auszeichnungen, Anmerkungen) | Anmerkungen |
| Jahr | Titel Album                                                                  | DE | AT | CH | UK | NO | Anmerkungen |
| ---- | ---------------------------------------------------------------------------- | --- | --- | --- | --- | --- | --- |
| 2003 | She’s so High I                                                              | DE25 (9 Wo.)DE | AT42 (12 Wo.)AT | CH91 (2 Wo.)CH | UK25 (3 Wo.)UK | NO1 ×10Zehnfachplatin · (20 Wo.)NO | Original: Tal Bachman                                                                                               |
| 2004 | Here She Comes I                                                             | — | — | — | — | NO12 (4 Wo.)NO | |
| 2006 | Hallelujah Hallelujah – Live                                                 | — | — | — | — | NO1 (37 Wo.)NO | mit Espen Lind, Askil Holm & Alejandro Fuentes Original: Leonard Cohen                                              |
| 2006 | The Boys of Summer Hallelujah – Live                                         | — | — | — | — | NO12 (6 Wo.)NO | mit Espen Lind, Askil Holm & Alejandro Fuentes Original: Don Henley                                                 |
| 2007 | Push Push                                                                    | — | — | — | — | NO1 (18 Wo.)NO | |
| 2007 | Silence Push Push                                                            | — | — | — | — | NO9 (3 Wo.)NO | |
| 2008 | Reality Kicks Push Push                                                      | — | — | — | — | NO20 (1 Wo.)NO | |
| 2008 | Lost Highway Rise to the Occasion                                            | — | — | — | — | NO1 (15 Wo.)NO | mit Willie Nelson Original: Leon Payne                                                                              |
| 2008 | Don’t Have What It Takes Rise to the Occasion                                | — | — | — | — | NO19 (1 Wo.)NO | |
| 2009 | With or Without You Hallelujah – Live (Volume 2)                             | — | — | — | — | NO1 (5 Wo.)NO | mit Espen Lind, Alejandro Fuentes & Askil Holm Original: U2                                                         |
| 2010 | Himmel på jord Have Yourself a Merry Little Christmas                        | — | — | — | — | NO4 (60 Wo.)NO | mit dem Kringkastingsorkestret seit 2010 regelmäßiger Wiedereinstieg zu Weihnachten, Höchstposition in Woche 1/2015 |
| 2010 | Nå tennes tusen julelys Have Yourself a Merry Little Christmas               | — | — | — | — | NO24 (8 Wo.)NO | mit dem Kringkastingsorkestret                                                                                      |
| 2013 | Adieu –                                                                      | — | — | — | — | NO9 (2 Wo.)NO | |
| 2013 | Engler i sneen –                                                             | — | — | — | — | NO7 (2 Wo.)NO | mit Lene Marlin |
| 2014 | Gje meg handa di venn Have Yourself a Merry Little Christmas                 | — | — | — | — | NO23 (6 Wo.)NO | mit dem Kringkastingsorkestret und Helene Bøksle                                                                    |
| 2014 | Stjernesludd Have Yourself a Merry Little Christmas                          | — | — | — | — | NO16 (36 Wo.)NO | mit dem Kringkastingsorkestret                                                                                      |
| 2016 | Let It Snow, Let It Snow, Let It Snow Have Yourself a Merry Little Christmas | — | — | — | — | NO19 (20 Wo.)NO | mit dem Kringkastingsorkestret                                                                                      |
| 2017 | Amazing                                                                      | — | — | — | — | NO19 (9 Wo.)NO | |

Weitere Singles
- 2004: All You Have to Offer
- 2004: My Street
- 2004: Before You Leave
- 2005: Never Easy
- 2008: Rise to the Occasion
- 2013: Du sa
- 2013: Den gamle dansen
- 2016: Going All In

### Singles als Gastmusiker
| Jahr | Titel Album                             | Höchstplatzierung, Gesamtwochen, AuszeichnungChartsChartplatzierungen (Jahr, Titel, Album, Platzierungen, Wochen, Auszeichnungen, Anmerkungen) | Anmerkungen                                          |
| Jahr | Titel Album                             | NO | Anmerkungen                                          |
| ---- | --------------------------------------- | --- | ---------------------------------------------------- |
| 2006 | When the Stars Go Blue Places I’ve Been | NO14 (2 Wo.)NO | Venke Knutson feat. Kurt Nilsen Original: Ryan Adams |
| 2017 | Amazing –                               | NO19 (9 Wo.)NO | Broiler feat. Kurt Nilsen                            |

## Auszeichnungen für Musikverkäufe
Anmerkung: Auszeichnungen in Ländern aus den Charttabellen bzw. Chartboxen sind in ebendiesen zu finden.
| Land/RegionAuszeichnungen für Musikverkäufe (Land/Region, Auszeichnungen, Verkäufe, Quellen) | Gold | Platin       | Verkäufe | Quellen                                                        |
| -------------------------------------------------------------------------------------------- | ---- | ------------ | -------- | -------------------------------------------------------------- |
| Norwegen (IFPI)                                                                              | —    | 32× Platin32 | 840.000  | ifpi.no NO2 (Memento vom 5. November 2012 im Internet Archive) |
| Insgesamt                                                                                    | —    | 32× Platin32 |          |                                                                |